# Relazioni internazionali della Slovenia
Le relazioni estere della Repubblica di Slovenia sono quell'insieme di rapporti diplomatici ed economici intrattenuti da tale Stato con il resto del mondo. Situata in Europa, è un'ex repubblica federata della Jugoslavia. I suoi principali alleati sono i Paesi della NATO e gli Stati dell'UE, due entità di cui la Slovenia è membro.